# Napomyza glabra
Napomyza glabra este o specie de muște din genul Napomyza, familia Agromyzidae, descrisă de Friedrich Georg Hendel în anul 1935.
Este endemică în Finlanda. Conform Catalogue of Life specia Napomyza glabra nu are subspecii cunoscute.